# Holubinka odbarvená
Holubinka odbarvená (Russula decolorans) je druh houby z čeledi holubinkovitých (Russulaceae).

## Znaky
Tlustý, masitý klobouk má 4–12 cm v průměru. V mládí polokulovitý, pak vyklenutý až plošně rozprostřený s lehce vmáčklým středem. Pokožka je hladká a matná, ve vlhkém prostředí oslizlá, lze ji sloupnout až do dvou třetin kloboukového poloměru. Barvu může mít na škále od meruňkové, přes oranžovou až po sytě oranžovočervenou.
Křehké, krémové lupeny jsou u třeně volné, na klobouku jsou středně hustě uspořádané. Výtrusný prach je světle okrový.
Třeň je 5–13 cm vysoký, bílý, pevný, podélně mírně vrásčitý, válcovitý, směrem k bázi se zužuje.
Dužnina je bílá, slabě voní po medu, chuťově je mírná až mírně štiplavá, na řezu a stárnutím typicky šedne.

## Užití
Jedlá houba.

## Ekologie
Od června do září lze tuto holubinku najít ve vlhkých, jehličnatých lesích, často v mechových či borůvkových porostech. Ze stromů preferuje borovice.

## Rozšíření
Výskyt byl popsán v oblastech Evropy, Blízkého východu, Severní Ameriky, Ruska, střední Afriky a Japonska.

## Galerie

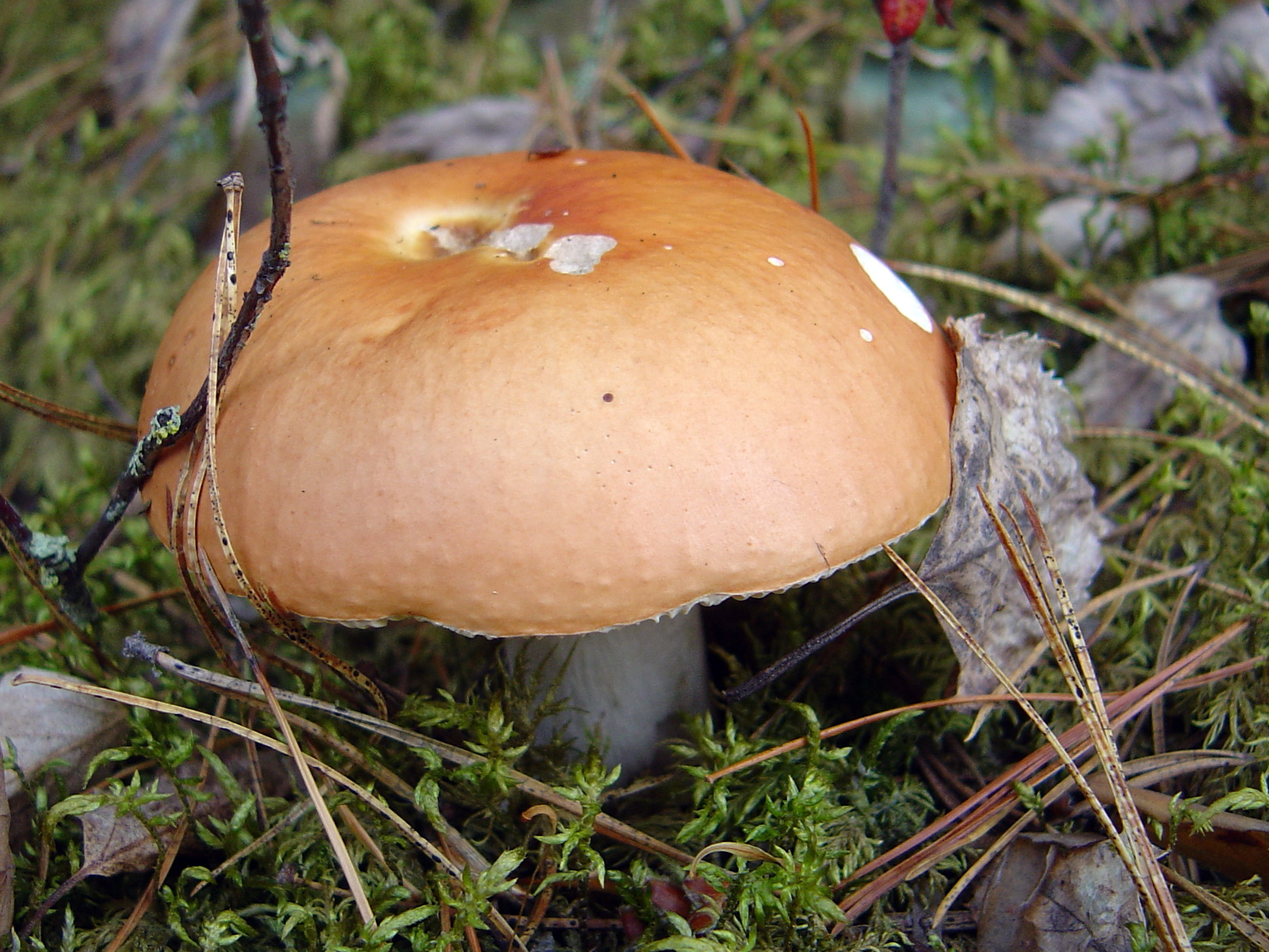
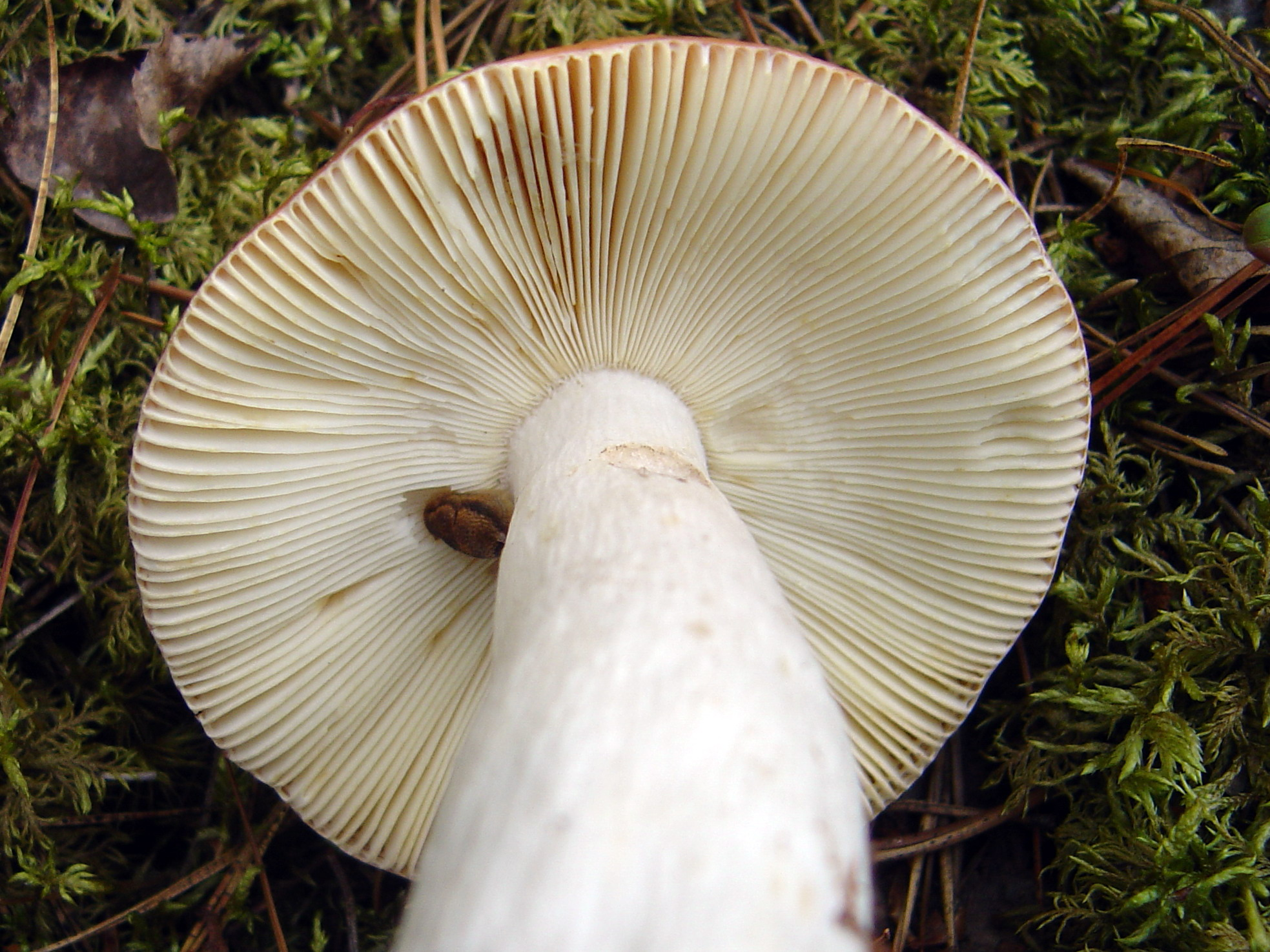
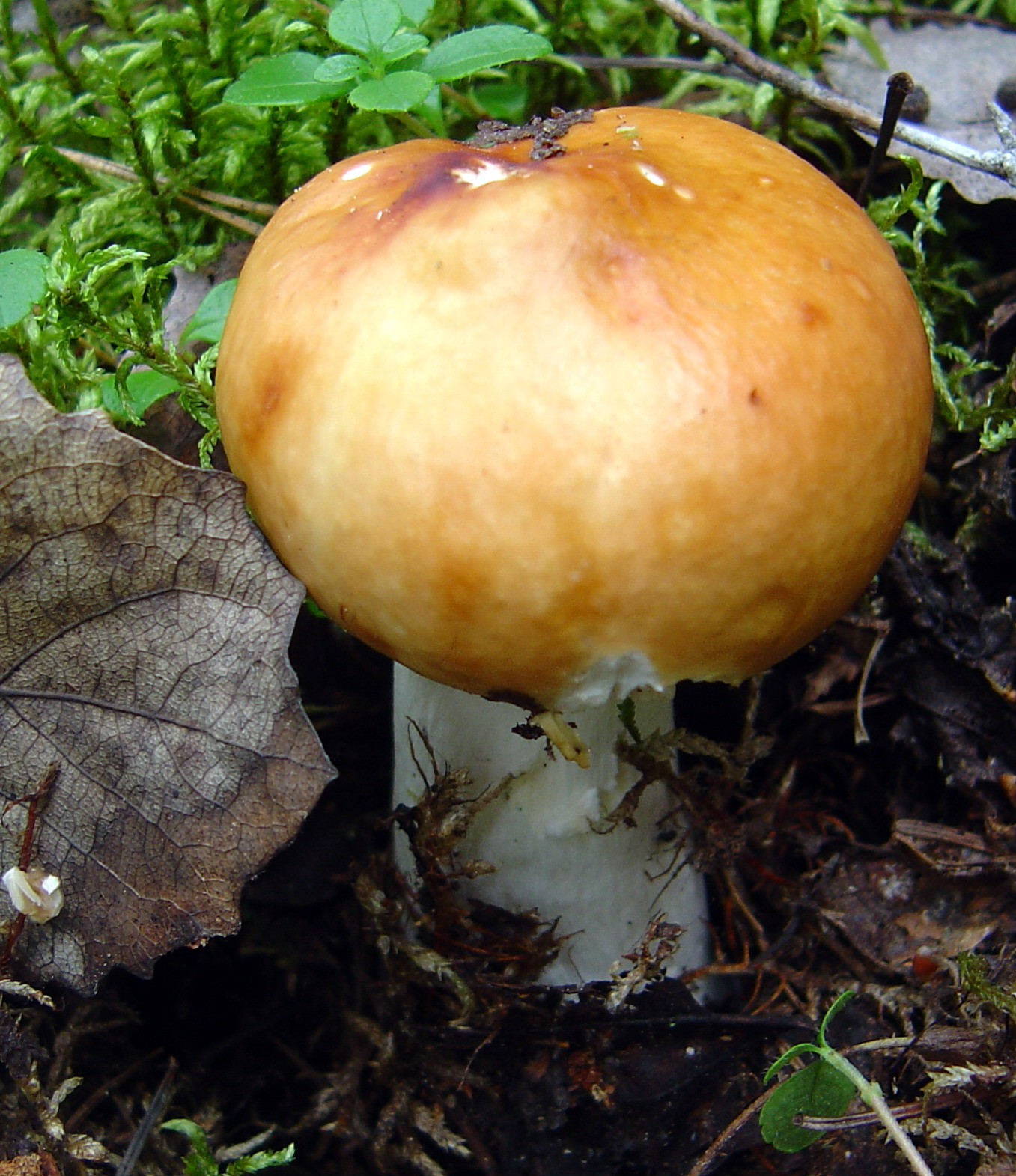
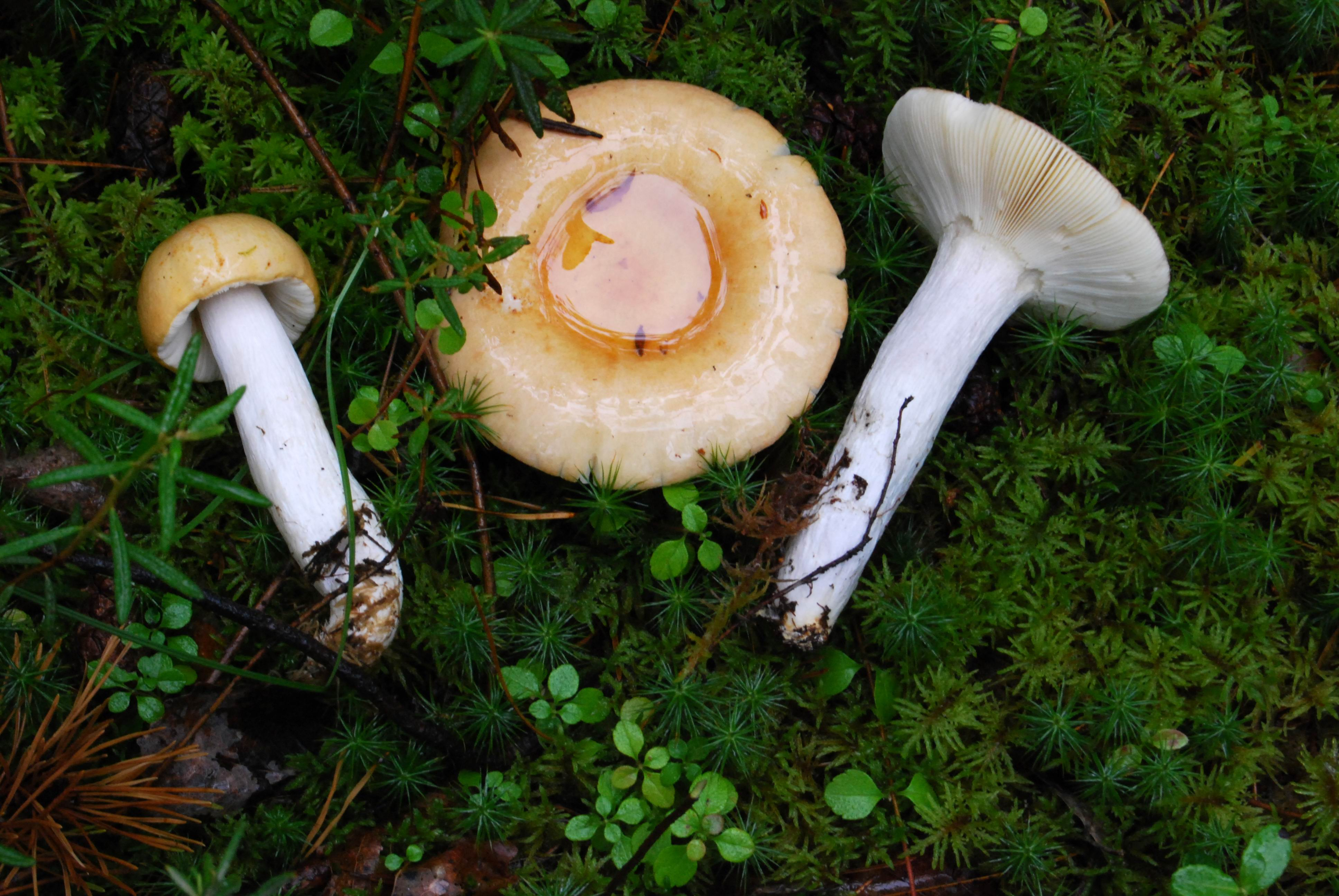
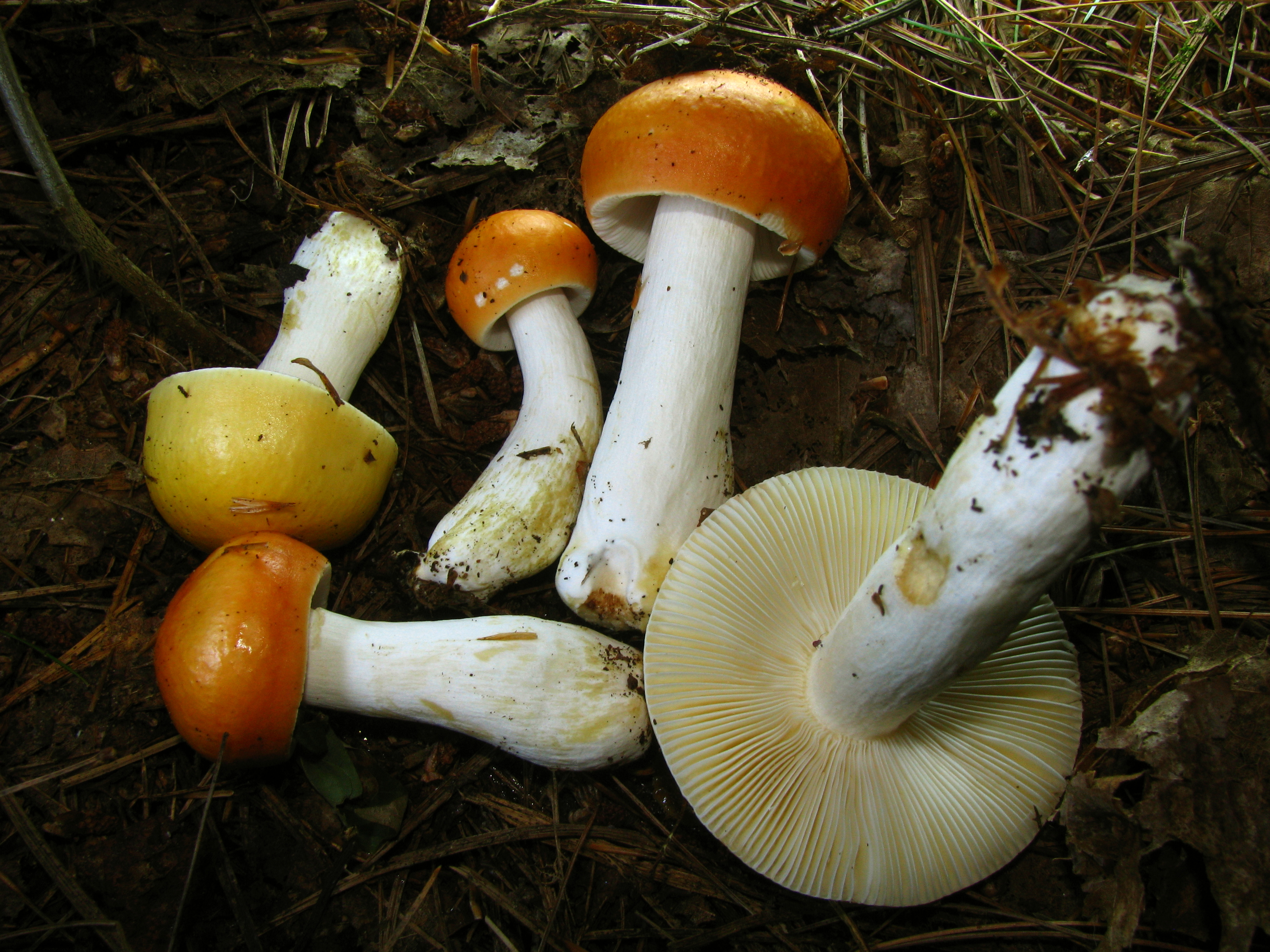

## Možnost záměny
- Holubinka vrhavka (Russula emetica)
- Holubinka jahodová (Russula paludosa)
- Holubinka chromová (Russula claroflava)
- Holubinka tečkovaná (Russula vinosa)
- Holubinka hlínožlutá (Russula ochroleuca)
- Holubinka Lundellova (Russula lundellii)[2][6][3]